# Paulus' Første Brev til Korintherne
Paulus’ Første Brev til Korintherne (eller Første Korintherbrev) er et af de 13 breve i Bibelen, som tilskrives apostelen Paulus og er i den kanoniske rækkefølge den syvende bog i Det Nye Testamente. Brevet regnes til dem, som med sikkerhed er skrevet af Paulus.

## Indhold
Brevet er skrevet som svar på et brev, som menigheden i Korinth har sendt til Paulus (1 Kor 7,1). Paulus har også skrevet et tidligere brev til korintherne, som han omtaler i dette brev (1 Kor 5,9), men dette brev er gået tabt. Brevet er således en del af en brevveksling mellem Paulus og menigheden i Korinth. Udover brevvekslingen har Paulus fået mundtlige rapporter fra medlemmer i menigheden (1 Kor 1,11 ). Nyhederne fra Korinth er på mange måder nedslående for Paulus: menigheden er splittet og fuld af stridigheder. Brevet formaner derfor til enhed og sammenhold. 1 Korintherbrev 1,10 bliver af mange set som hovedtesen i brevet: "Men jeg formaner jer, brødre, ved vor Herre Jesu Kristi navn, til at enes, så der ikke er splittelser iblandt jer, men så I holder sammen i tanke og sind."
Et andet særpræg er de mange "Når det gælder" (peri de) afsnittene, hvor Paulus svarer på forskellige problemstillinger. Forhold omkring offerkød, ægteskab og nådegaver bliver behandlet i disse afsnit. Nogle forskere peger her på en mulig sammenhæng mellem disse afsnit og brevet, Paulus modtog fra Korinth.
Et af de mest citerede afsnit i Bibelen er 1 Kor 13. Det er kendt som "Kærlighedens evangelium". Det er her, Paulus viser, at hverken nådegaver eller offer har værdi eller betydning, hvis de ikke er af kærlighed. Det er poetisk sprog og herfra stammer:
| Citat | Om jeg så taler med menneskers og engles tunger, men ikke har kærlighed, er jeg et rungende malm og en klingende bjælde ... Kærligheden er tålmodig, kærligheden er mild, den misunder ikke, kærligheden praler ikke, bilder sig ikke noget ind ... Den tåler alt, tror alt, håber alt, udholder alt ... Så bliver da tro, håb, kærlighed, disse tre. Men størst af dem er kærligheden. | Citat |
|       | |       |

Brevet indeholder et citat fra komedieforfatteren Menander i kapitel 15, vers 33: "Far ikke vild! Slet omgang fordærver gode sæder." Citatet stammer fra Menanders komedie om kurtisanen Thais,  som Paulus må have set på teatret.

## Forfatter, datering og affattelsessted
Der er enighed blandt bibelforskere om, at brevet er skrevet af apostlen Paulus, sandsynligvis omkring år 53  i Efesos. (jf. 1 Kor 16,8)

### Sekundærlitteratur
- Lohses Store Bibelleksikon, bind 2, Lohses Forlag, Fredericia 1999, side 329-334. ISBN 87-564-5481-3